# زبان اشاره کویتی
زبان اشاره کویتی زبان اشاره‌ای است که توسط ناشنوایان و کم شنوایان در کویت استفاده می‌شود.